# Крискентий Римский

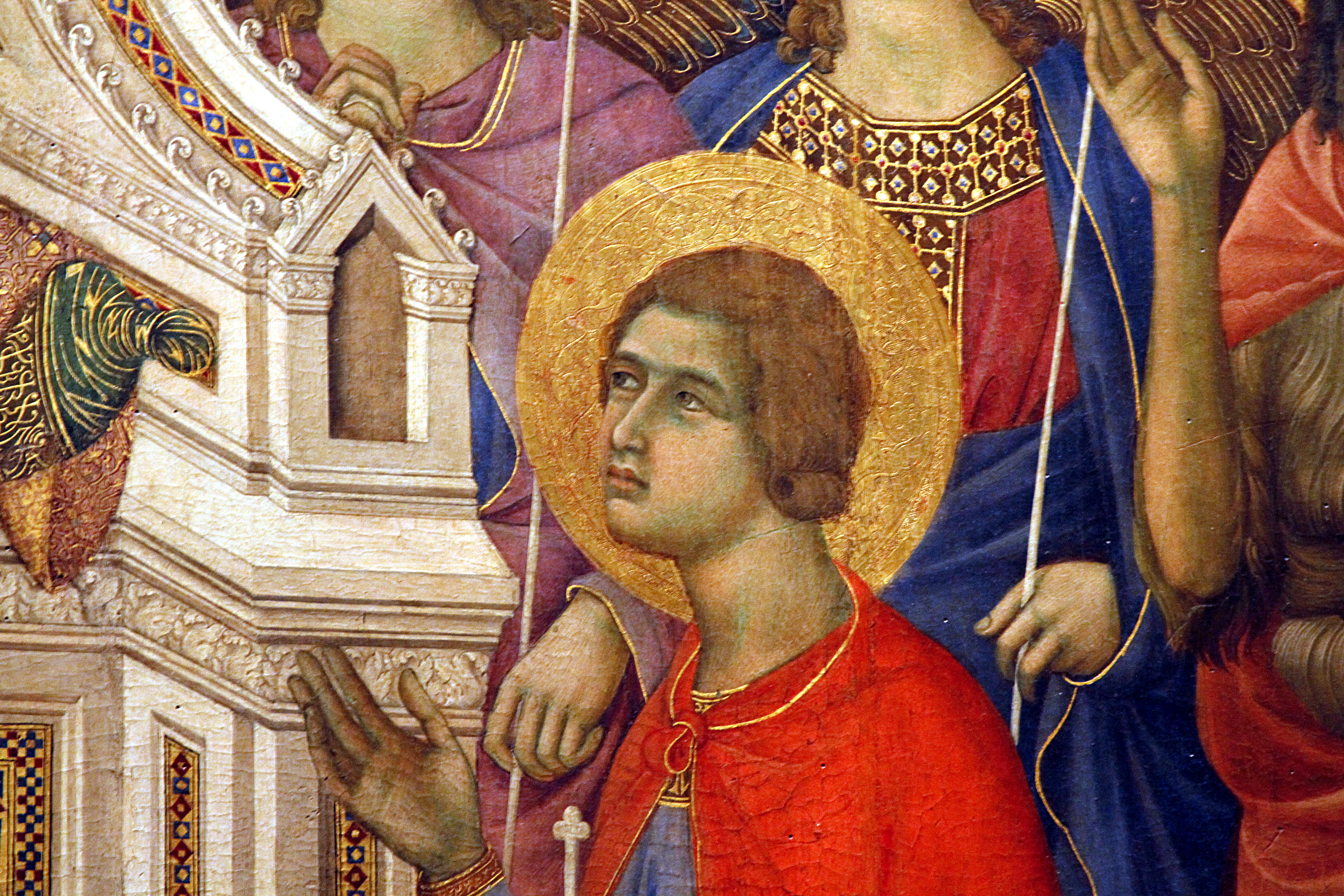
Св. Крескентий, Маэста, Дуччо ди Буонинсенья

Крескентий (ок. 297 года — ок.303 года) — святой отрок, мученик Римский. Дни памяти — 14 сентября, 12 октября.
Святой Крескентий (ит.: San Crescenzio di Roma), согласно преданию, родился в благородной римской семье. Был крещён своими родителями у св. Эпигмения. Во время гонений при императоре Диоклетиане семья бежала в Перуджу, где умер его отец, св. Евфимий. По возвращении в Рим, будучи 11 лет от роду, св. Крескентий был обезглавлен на Соляной дороге, за городскими стенами.

## Почитание
Святой Крескентий был погребён в катакомбах Присциллы, что на Соляной дороге. В Средние века место его погребения стало центром паломничества и поклонения. Его  мощи были перенесены из Рима в Сиену ок. 1058 года по просьбе епископа Антифреда (Antifredus). Часть мощей была перенесена в Тортозу в 1606 году.
Единственным источником сведений о св. Крескентии является копия рукописи 1600 года, пребывающая в Biblioteca Vallicelliana. Данте Бальбони (Dante Balboni) считает, что она составлена в Тоскане во времена перенесения мощей св. Крескентия в Сиену, где он был особо почитаем в Средние века.
Почитается покровителем городков Бинетто, Пачентро.